# 莎莉·柯蘭
莎莉·柯蘭（英語：Sally Kirkland，1941年10月31日—）是美國電影和電視劇女演員，她曾憑藉1987年的電影《安娜》獲得金球獎最佳戲劇類電影女主角。她還凭借1991年的电影《闹鬼》获得金球奖最佳女演员提名，但這次並未評上。